# Ander Garitano
Ander Garitano Urkizu (Derio, Vizcaya, España, 28 de febrero de 1969) es un exfutbolista, exentrenador y actual director deportivo de la Asociación Deportiva Mérida.
Es tío del también exfutbolista y entrenador Gaizka Garitano. Además, es el hermano pequeño de Ángel Garitano, Ondarru; que fue segundo entrenador de Mané.

## Biografía
Empezó en las categorías inferiores del Athletic Club con once años, llegando a estar varias temporadas en el Bilbao Athletic antes de su llegada al primer equipo. El 12 de marzo de 1988 le llegó la oportunidad de debutar con el Athletic Club en un partido ante el Real Madrid (5-0). En el equipo bilbaíno disputó 275 partidos oficiales, donde se convirtió en un reconocido lanzador de penaltis (anotó 22 de 25 lanzamientos en Primera División). Durante esta etapa fue internacional sub-21 en cinco ocasiones, entre 1989 y 1990. Durante varios años fue un objetivo de Johan Cruyff que le quiso fichar para el FC Barcelona, especialmente durante el verano de 1993, aunque nunca se llegó a materializar el traspaso. Finalmente el club vasco traspasó a Rafael Alkorta al Real Madrid, por lo que Garitano permaneció en el equipo bilbaíno.
Tras nueve temporadas en el club vasco, en agosto de 1996, fichó por el Real Zaragoza que pagó unos 300 millones de pesetas al Athletic Club. En este club estuvo otras seis temporadas y llegó a ganar la Copa del Rey del año 2001. Tras retirarse como jugador en el año 2002, siguió formando parte del equipo aragonés, al convertirse en entrenador de las categorías inferiores del club.
El 14 de enero de 2008 fue nombrado entrenador del Real Zaragoza, tras sustituir en el banquillo a Víctor Fernández. Apenas una semana después, el 22 de enero, dimitió de su cargo por motivos personales, a pesar de imponerse al Real Murcia por 3-1.
Siete meses después de su dimisión como entrenador de la primera plantilla del Real Zaragoza, Garitano regresó al club aragonés, haciéndose cargo del Juvenil A. En diciembre de 2009, subió a entrenar al Real Zaragoza "B" tras el salto de José Aurelio Gay al primer equipo. Tras dirigir al filial durante la temporada 2009-2010, al terminar la misma fue sustituido por Emilio Larraz tras no conseguir clasificar al filial para la fase de ascenso a Segunda División B, pasando Ander Garitano a ejercer otras funciones dentro del club.
En verano de 2013, Garitano se desvinculó del club aragonés.
En verano de 2014, se confirmó su llegada como director deportivo del Club Deportivo Ebro, equipo de la Tercera División de España, con el ambicioso objetivo de llevar al club del zaragozano barrio de La Almozara a la división de bronce del fútbol español, objetivo que se logró esa misma temporada. Cinco años después, dejó su cargo en el club aragonés con el club consolidado en Segunda B.
En mayo de 2020 es contratado como nuevo director deportivo de la Asociación Deportiva Mérida.

## Clubes

### Como jugador
| Club            | País   | Año       |
| --------------- | ------ | --------- |
| Bilbao Athletic | España | 1986-1989 |
| Athletic Club   | España | 1988-1996 |
| Real Zaragoza   | España | 1996-2002 |

### Como entrenador
| Club              | País   | Año       |
| ----------------- | ------ | --------- |
| Real Zaragoza     | España | 2008      |
| Real Zaragoza "B" | España | 2009-2010 |

## Palmarés

### Campeonatos nacionales
| Título       | Club          | País   | Año  |
| ------------ | ------------- | ------ | ---- |
| Copa del Rey | Real Zaragoza | España | 2001 |